# Columbia Obstruction Box
Die Columbia Obstruction Box (engl. obstruction ‚Hindernis‘) ist eine Versuchsanordnung der Allgemeinen Psychologie und untersucht den systematischen Zusammenhang zwischen Triebstärke und Verhaltensstärke. Dazu müssen Ratten unter Laborbedingungen ein einfaches Labyrinth durchlaufen. Das Experiment wurde erstmals 1936 von den US-amerikanischen Psychologen Carl J. Warden, Thomas N. Jenkins und Lucien H. Warner durchgeführt. Die Forscher konnten zeigen, dass Lernen und Verhalten (siehe Behaviorismus) motivationsabhängig sind. Die Columbia Obstruction Box kam seitdem in variierter Form bei anderen Studien zum Einsatz (vgl. Kurt Lewin).

## Aufbau und Durchführung
Der Versuchsapparat bei dem Columbia Obstruction Box Test ist als einfaches Rattenlabyrinth konzipiert (Abb. 1). Das (männliche) Versuchstier wird in die Startbox (A) gesetzt. Ein Hindernis (B, elektrisches Bodengitter) trennt es von einem triebspezifischen Anreiz (C). Dieser Anreiz kann zum Beispiel Wasser, Nahrung oder ein paarungswilliges Weibchen sein. Vor dem eigentlichen Test erhalten die Tiere ein Vortraining, um sich in dem Apparat zurechtzufinden.
Im Hauptversuch werden die spezifischen Triebstärken durch Entzug variiert. Anschließend wird dokumentiert, wie oft das Versuchstier innerhalb von zwanzig Minuten die Aversion vor dem Hindernis überwindet, um seinen Defizitzustand auszugleichen. Kommt es dabei in Kontakt mit dem spezifischen Anreiz, wird es vom Versuchsleiter zurück in die Startbox gesetzt.
Untersucht wurde sowohl der Einfluss von motivationalen Zuständen (Triebstärken) auf Verhalten (Verhaltensintensität), als auch eventuelle Unterschiede in der Dringlichkeit verschiedener Triebe.

## Ergebnisse
Mit steigender Entzugsdauer nahm die Bereitschaft zu, das Elektrogitter zu überqueren, um den spezifischen Anreiz zu erhalten. Jedoch kann aus erhöhter Triebstärke nicht automatisch auf eine erhöhte Verhaltensqualität geschlossen werden (siehe Yerkes-Dodson-Gesetz).
Im Versuch erzeugte Wasserdeprivation die höchste Triebstärke (Abb. 2). Daran anschließend in absteigender Reihenfolge Nahrung und Sex.

## Kritik
Es wurde diskutiert, ob die Anzahl der Gitterüberquerungen überhaupt als valides Messinstrument gelten kann. Eine Reihe Gründe sprechen dagegen:
- Unterschiedliche Lernstrategien aus dem Vortraining könnten zu abweichendem Verhalten führen.
- Es ist fraglich, inwiefern die Ergebnisse konstant bleiben, wenn man die Dauer der Beobachtung modifiziert.
- Der (wenn auch nur kurze) Kontakt zwischen Versuchstier und dem triebspezifischen Anreiz lässt sich kaum einheitlich regulieren.
- Die Attraktivität des Anreizes, welche Verhalten auch ohne Defizitzustand aktivieren kann, wurde nicht systematisch erfasst.